# Cynoglossus oligolepis
Cynoglossus oligolepis är en fiskart som först beskrevs av Bleeker, 1854.  Cynoglossus oligolepis ingår i släktet Cynoglossus och familjen Cynoglossidae. Inga underarter finns listade i Catalogue of Life.